# Krzysztof Sokołowski (tłumacz)
Krzysztof Sokołowski (ur. 1955 w Warszawie) – polski tłumacz, krytyk literacki i filmowy, działacz fandomu. Współtwórca magazynu fantastycznonaukowego Fenix (do 1995 szef działu prozy zagranicznej w piśmie).

## Życiorys
Urodził się w Warszawie w 1955 roku. W 1979 ukończył studia na wydziale Filologii Polskiej na Uniwersytecie Warszawskim, a w rok później w Instytucie Historii Sztuki tejże uczelni. Specjalizował się w teorii literatury i teorii sztuki. W latach 1980–1985 pracował w Muzeum Literatury im. Adama Mickiewicza w Warszawie, jako dziennikarz w piśmie Razem, oraz krótko w ITI. Od 1985 roku zawodowo zajmuje się tłumaczeniem literatury anglojęzycznej, głównie książek i opowiadań. Pisze także teksty krytyczne m.in. dla pism Radar, Nowa Fantastyka, Fenix. Regularnie współpracuje ze SFinksem i, jako krytyk filmowy, Czasem Fantastyki. Był jednym z wczesnych popularyzatorów twórczości Stephena Kinga w Polsce.
Wdowiec.

## Wybrane tłumaczenia[6]
- twórczość Stephena Kinga
- twórczość Roberta Silverberga
- twórczość J.R.R. Tolkiena
- Kwiaty dla Algernona – Daniel Keyes (wersja powieściowa)
- Peryferal – William Gibson

## Nagrody
- Złoty Meteor 1995 – antynagroda za błędy w tłumaczeniu listy dialogowej trylogii filmowej Gwiezdne wojny[7]
- Puchar Bachusa 2020 klubu fantastyki Ad Astra (jako członek redakcji Fenixa Antologii) – za wkład w polski rynek fantastyczny[8]